# 姬拉·麗莉
姬拉·克莉絲蒂娜·麗莉，OBE（发音为/ˌkɪərəˈnaɪtlɪ/；1985年3月26日—）是一位英國女演員。她在孩童時已經開始其演藝事業，在2003年電影《我爱贝克汉姆》和《神鬼奇航：鬼盜船魔咒》中擔任主角後，成為世界知名的影星，其後陸續在多齣荷里活電影中演出。2005年演出改編自珍·奧斯汀小說的同名電影《傲慢與偏見》，以此劇提名入圍奧斯卡最佳女主角獎。2014年再憑藉《模仿遊戲》提名奧斯卡最佳女配角。

## 個人生平

### 早期生活
姬拉·麗莉於英格蘭大倫敦泰晤士河畔列治文區特丁頓密德塞克斯出生。其母親是蘇格蘭劇作家莎文·麥當勞，其父為英格蘭電影及電視演員威尔·奈特利，二人還有一名長子，於1979年出生的Caleb。姬拉半生在里奇蒙度過，上特丁頓學校和Esher College。雖然姬拉患了失讀症，但在學校取得優良成績，使其父母同意其演藝事業。姬拉曾回憶說她孩童時期「專心致志地演出」。她在數個業餘電影中演出，包括由其母親寫作的「After Juliet」和由後來成為她戲劇老師的John McShane寫作的「United States (play)」。

### 奇特的名字
許多人對綺拉名字奇異的拼法感到好奇，而綺拉也曾在訪問中提到，她的名字"Keira"本來應該要拼作"Kiera"，一個她爸爸當時很喜歡的俄羅斯滑冰選手。但是當時去幫她登記出生證明的是她媽媽，而她媽媽的拼字又很爛，所以就不小心變成了"Keira"。

### 事業

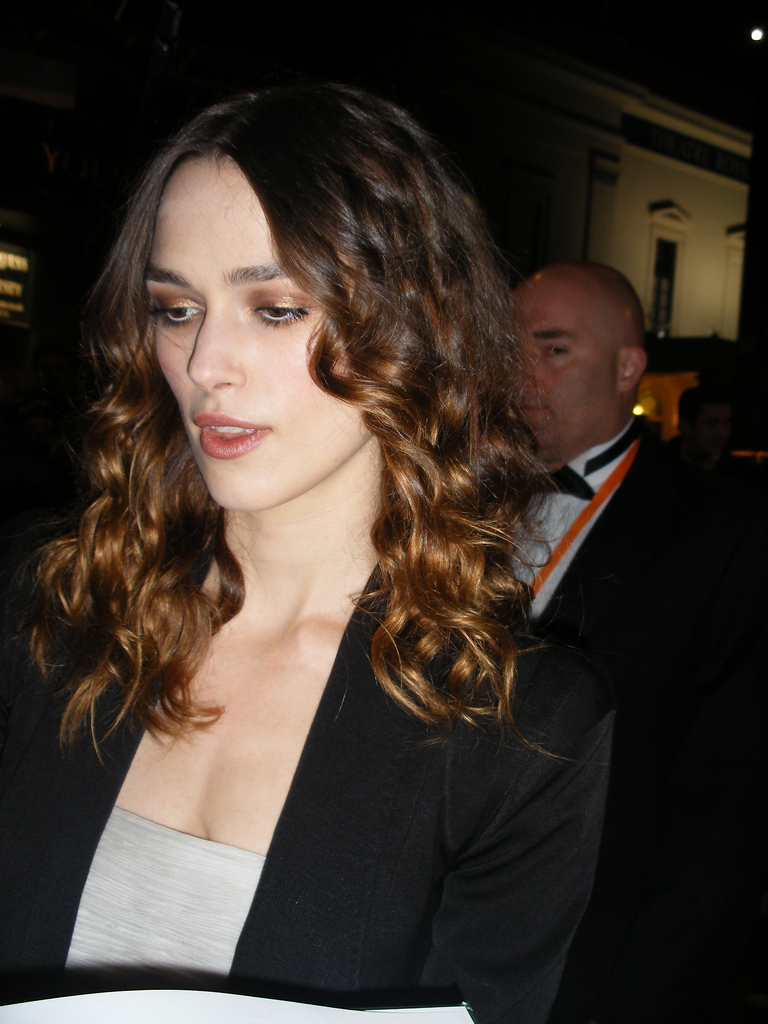

姬拉於7歲時便開始演出，1993年的電視劇Royal Celebration便是她首次演出，她也在1995年電視連續劇The Bill中亮相，也在1990年代後期演出多齣電視電影。她在《星球大战I：幽灵的威胁》飾演薩貝（Sabé）。她獲邀演出這角色的原因是，她與飾演佩咪·艾米達拉的娜塔莉·波曼不僅長得像也是好友，她們的母親也說難以把她們分辨與分離。姬娜的首次擔正演出是在2001年，在和路迪士尼電視電影《Princess of Thieves》中飾演羅賓漢的女兒。與此同時，她在錄影帶首映的《鬼地方》中裸體演出，當時只有15歲。她也在《齊瓦哥醫生》的2002年迷你電視劇（Doctor Zhivago (miniseries)）版中演出。
姬拉的突破性演出是以足球為題材的英國電影《我愛碧咸》，在2002年8月的英國票房取得成功，也在2003年3月的美國票房獲得不錯的成績，票房高達3千2百萬美元。其後，她的知名度大大提升，演出大制作《加勒比海盜》。此電影在2003年7月上演，影評一致讚好，帶來極高票房收入，也成為暑期的熱潮。
2003年11月上演的英國喜劇電影《真的戀愛了》中，姬拉飾演新婚的茱麗葉。她的下一齣電影於2004年7月上演，影評褒貶不一；但是Roger Ebert大加讚賞，稱電影的質素配合戲中演員，而他形容姬拉為「既性感，又滿佈泥濘」。同月，Hello!雜誌的讀者投票選出姬拉為電影界中最有前途的青年明星。此外，《時代雜誌》在2004年的一個專欄指出，姬拉似乎願意獻身成為認真的演員，而非電影明星。
姬拉在2005年的三齣電影中演出：3月上演的驚嚇電影《生死時空》、10月上演，由東尼·史考特導演，改編自為酬金殺人的多明妮·哈維故事的《女模煞》，還有在改編自珍·奧斯汀著名小說《傲慢與偏見》的同名電影飾演伊莉莎白·班內特。雖然《生死時空》和《女模煞》的票房和口碑皆不佳，但《傲慢與偏見》成為姬拉第6次在英國票房中取得首位的電影。她憑此片的演出，獲得金球獎「最佳女主角──喜劇／音樂」和奧斯卡「最佳女主角」兩項提名，但都未能獲獎。
姬拉於2006年完成了《異旅情絲》（由亚历山德罗·巴里科的小說改編）和《贖罪》（由伊恩·麦克尤恩同名小說改編，與詹姆斯·麥艾維、凡妮莎·蕾格烈芙、合作）的拍攝。她所演出的於2007年5月上演。她也確定演出由其母親寫作，有關威爾斯詩人狄蘭·托馬斯的電影《美麗誘情》(The Edge of Love)。

### 名聲
自從姬拉急速冒起，成為紅星之後，她便成為了眾多傳媒的關注焦點。雖然她已表明「不會談及私人生活」，但仍有些報道形容她為「著名地向傳媒友好」。
她獲《帝國雜誌》（Empire）的讀者投票選為全時期最性感電影明星；排英國版《FHM》雜誌2004年100大最性感女性的第79位，05年排第18，06年排首位；美國版FHM列她為2004年第54位、2005年第11位、2006年第5位。姬拉和在2006年3月Vanity Fair全裸登上封面。2006年5月，她排《Maxim》的Hot 100的第9位。
姬拉是Asprey品牌的代言人，也在日本電視廣告上推銷Lux護髮用品。2006年4月，她證實為香奈兒香水「Coco Mademoiselle」的產品代言人。
格拉斯哥組合Endrick Brothers的新歌Star of the Silver Screen（「銀幕之星」）便是以姬拉為主題，於他們的音樂專輯"Attraction versus Love"推出。此曲創作前，他們曾於格拉斯哥的一個派對上見面，當時姬拉正在拍攝《生死時空》。
出席2006年金球獎頒獎禮時，她身穿的禮服為她帶來讚譽，甚至使她躋身於Entertainment Tonight節目的最佳衣著獎。她把出席2006年奧斯卡金像獎頒獎禮的裙捐贈給樂施會，並籌得4300歐元。

### 生活

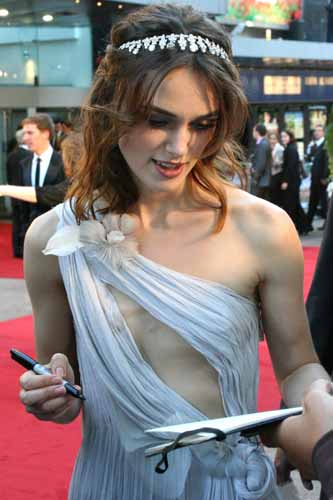

姬拉現時居住中倫敦。她從2005年起，與《傲慢與偏見》的演員魯伯特·弗蘭德談戀愛，但兩人已在2010年12月分手；之前她曾與愛爾蘭時裝模特兒傑米·道南談戀愛。雖然有報道指她與演員Del Synnott分手時，男方曾意圖自殺，但雙方都否認報道。姬拉曾表明她不喜歡盛裝打扮，也覺得英國男士比美國男士好，因為她認為英國男士較少注意自己的外貌。
雖然在《加勒比海盗2：聚魂棺》的首映禮上，她窈窕的身材使傳媒猜測她患上了進食障礙，她也說她有厭食症的家族史，但她已否認患上神經性厭食症的流言，說自己的體重和身型都是自然而來的。2006年7月，她說自己已變成工作狂，說自己「已不能分辨去年和前年的事；把過去五年的事都混在一起了」，覺得自己「工作得太多了」，「恐怕長此下去，會開始討厭我所喜愛的」。故此，姬拉表示「已厭倦了當名人」，說「這名人圈的東西完全使人瘋狂」，並有意從演藝事業中退出，重過新生活。因此，她有可能會放一年長假期，把精神放在私事上。
姬拉仍然是英格蘭足球隊西汉姆联的忠實球迷，孩童時曾多次進入球場觀賽。
2015年5月，綺拉生下了與James Righton的第一個女兒，Edie。2019年9月，誕下次女。

## 電影作品

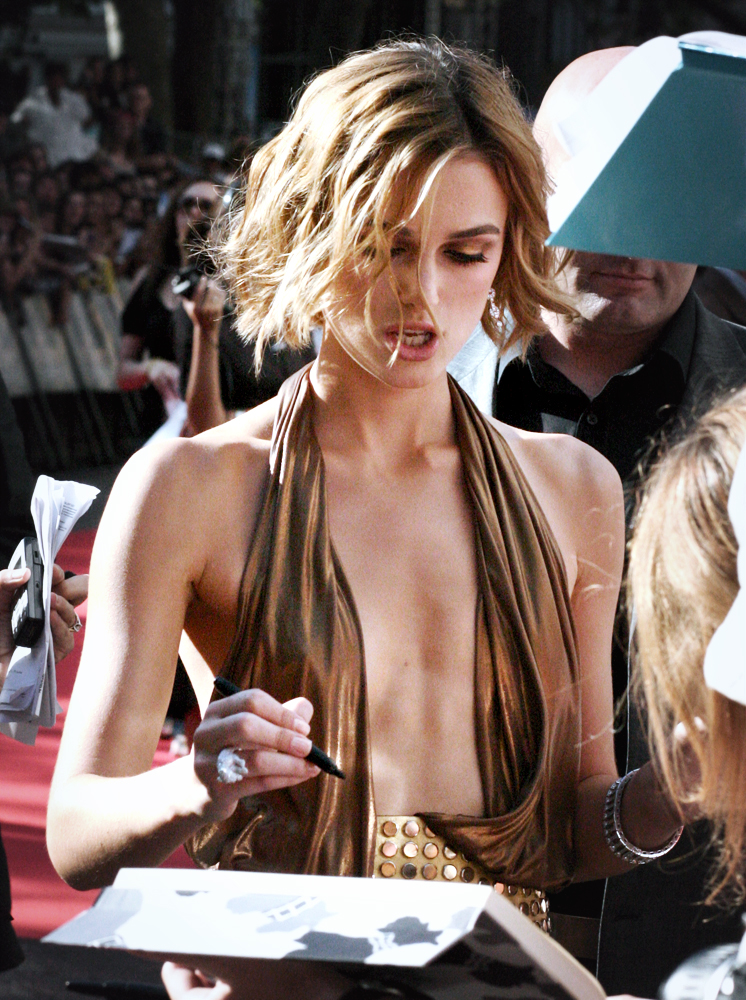
2006年6月於《神鬼奇航2：加勒比海盜》倫敦首映會場

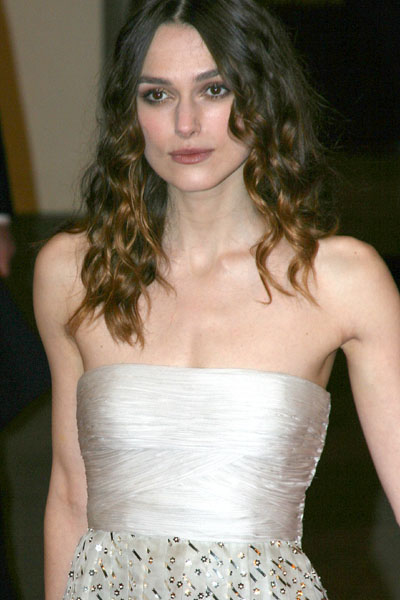
2008年於英國電影學院獎會場

| 年份 | 片名                                                                       | 角色                                | 備註                                                                                      |
| ---- | -------------------------------------------------------------------------- | ----------------------------------- | ----------------------------------------------------------------------------------------- |
| 1995 | 飛越驚魂陣（Innocent Lies）                                                | Young Celia                         |                                                                                           |
| 1999 | 星際大戰首部曲：威脅潛伏                                                   | 薩貝（Sabé，女王的侍女）            | 第一個大銀幕角色                                                                          |
| 2001 | 俠盜公主（Princess of Thieves）                                            | 羅賓漢的女兒Gwyn                    | 首次擔當主角                                                                              |
| 2001 | Deflation                                                                  | Jogger                              |                                                                                           |
| 2001 | 鬼地方（The Hole）                                                         | Frances 'Frankie' Almond Smith      |                                                                                           |
| 2002 | 我愛貝克漢（Bend It Like Beckham）                                         | Juliette 'Jules' Paxton             | 憑此片在美國一炮而紅                                                                      |
| 2002 | Thunderpants                                                               | Music school student                | Uncredited                                                                                |
| 2002 | 毒海情真（Pure）                                                           | 路易丝                              |                                                                                           |
| 2003 |                                                                            | 伊莉莎白·史旺                       | 提名-土星獎最佳女配角                                                                     |
| 2003 | （Love Actually）                                                          | 茱麗葉                              |                                                                                           |
| 2004 | （King Arthur）                                                            | 桂妮薇兒                            |                                                                                           |
| 2005 | 顫慄時空（The Jacket）                                                     | Jackie                              |                                                                                           |
| 2005 | 多米諾(女模煞)（Domino）                                                   | Domino Harvey                       |                                                                                           |
| 2005 | 傲慢與偏見                                                                 | 伊莉莎白·班內特                     | 提名-奧斯卡最佳女主角獎 提名-金球獎最佳音樂及喜劇類電影女主角                             |
| 2006 |                                                                            | 伊莉莎白·史旺                       |                                                                                           |
| 2007 |                                                                            | 伊莉莎白·史旺                       |                                                                                           |
| 2007 | 異旅情絲                                                                   | Helene Joncour                      |                                                                                           |
| 2007 | 贖罪 (電影)                                                                | Cecilia Tallis                      | 提名-英國電影學院獎最佳女主角 提名-金球奖剧情类电影最佳女主角                             |
| 2008 | 美麗誘情（The Edge of Love）                                               | Vera Phillips                       | 由母親莎文·麥當勞編劇                                                                     |
| 2008 | 浮華一世情（The Duchess）                                                  | 乔治亚娜                            |                                                                                           |
| 2010 | 別讓我走（Never Let Me Go）                                                | 露絲                                | 提名-土星獎最佳女配角                                                                     |
| 2010 | 伦敦大道（London Boulevard）                                               | Charlotte                           |                                                                                           |
| 2010 | 一夜誘情（Last Night）                                                     | 祖安娜                              |                                                                                           |
| 2011 | 危險療程（A Dangerous Method）                                             | 莎賓娜·史碧爾埃（Sabina Spielrein） | 提名-土星獎最佳女主角                                                                     |
| 2012 | 末日倒數怎麼伴（Seeking a Friend for the End of the World）                | Penelope Lockhart                   |                                                                                           |
| 2012 | 安娜‧卡列妮娜 (Anna Karenina)                                              | 安娜‧卡列妮娜 (Anna Karenina)       |                                                                                           |
| 2014 | 傑克萊恩︰詭影任務 (Jack Ryan: Shadow Recruit)                             | Cathy Muller                        |                                                                                           |
| 2014 | 曼哈頓戀習曲 (Begin Again / Can a Song Save Your Life?)                    | Greta                               |                                                                                           |
| 2014 | 大愛晚成（Laggies）                                                        | Megan                               |                                                                                           |
| 2014 | 模仿遊戲（The Imitation Game）                                             | 瓊·克拉克                           | 提名-第72屆金球獎最佳女配角 榮獲-好萊塢電影獎最佳女配角 提名-第87屆奧斯卡金像獎最佳女配角 |
| 2015 | 聖母峰（Everest）                                                          | Jan Hall                            |                                                                                           |
| 2016 | 最美的安排（Collateral Beauty）                                            | Aimee Moore / "Love"                |                                                                                           |
| 2017 | 加勒比海盜5：死無對證（Pirates of the Caribbean: Dead Men Tell No Tales ） | 伊莉莎白·史旺                       |                                                                                           |
| 2018 | 花都教主柯蕾特（Colette）                                                  | 柯蕾特                              |                                                                                           |
| 2018 | 胡桃鉗與奇幻四國（The Nutcracker and the Four Realms）                     | 糖梅仙子                            |                                                                                           |
| 2019 | 柏林我愛你                                                                 | 珍                                  |                                                                                           |
| 2019 | 情,敵                                                                      | Rachael Morgan                      |                                                                                           |
| 2019 | 瞞天機密（Official Secrets）                                               | 凱薩琳·甘                           |                                                                                           |
| 2021 | 最後一個平安夜 （Silent Night）                                            | 尼爾(Nell)                          |                                                                                           |
| 2023 | 波士頓勒殺狂 （Boston strangler）                                          | 蘿蕾塔·麥勞夫(Loretta McLaughlin)   |                                                                                           |

## 錄音作品
| 年份 | 電影配音                                                                             | 歌名 |
| ---- | ------------------------------------------------------------------------------------ | --- |
| 2007 | 神鬼奇航3：世界的盡頭（Pirates of the Caribbean: At World's End (soundtrack)）       | "Hoist the Colours" |
| 2008 | 愛的邊緣（The Edge of Love (Music from the Original Motion Picture)）                | "Overture / Blue Tahitian Moon" feat. Angelo Badalamenti "After the Bombing / Hang Out the Stars in Indiana" feat. Angelo Badalamenti "Drifting and Dreaming" feat. Angelo Badalamenti "Maybe It's Because I Love You Too Much" feat. Angelo Badalamenti |
| 2014 | 曼哈頓戀習曲（Begin Again (Music From and Inspired By the Original Motion Picture)） | "Tell Me If You Wanna Go Home" "Lost Stars" "Like a Fool" "Coming Up Roses" "A Step You Can't Take Back" "Tell Me If You Wanna Go Home [Rooftop Mix]" feat. Hailee Steinfeld                                                                             |

### 引用
1. ↑  見Keira Knightley的讀音 （页面存档备份，存于）。
2. ↑  Foley, Jack. . IndieLondon.   [2006年5月1日]. （原始内容存档于2011年4月3日）.
3. ↑  Abel, Judy. . The Boston Globe. 2005年11月6日  [2006-07-13]. （原始内容存档于2008-12-16）.
4. ↑  .   [2015-09-06]. （原始内容存档于2016-03-04）.
5. ↑  Buchanan, Jason. . MSN Movies.   [2006年3月17日]. （原始内容存档于2008年6月23日）.
6. 1 2  克莱尔. . 外滩画报. 2008-01-02  [2023-07-31]. （原始内容存档于2023-07-31）.
7. 1 2  . The Numbers.   [2006-03-17]. （原始内容存档于2006-07-14）.
8. ↑  Ebert, Roger. . RogerEbert.com. Chicago Sun Times. 2004-07-07  [2006-03-17]. （原始内容存档于2012-12-02）.
9. ↑  . Rotten Tomatoes.   [2006年3月17日]. （原始内容存档于2008年5月16日）.
10. ↑  . KillerMovies. 2006-06-30  [2006-07-01]. （原始内容存档于2008-09-04）.
11. ↑  . Elle. 2006-08  [2006-08-16]. （原始内容存档于2008-06-05）.
12. ↑  . Fashion Monitor Toronto.   [2006-07-13]. （原始内容存档于2008-03-25）.
13. 1 2  . News.com.au.   [2006-04-27]. （原始内容存档于2006-05-27）.
14. ↑  .   [2007-05-05]. （原始内容存档于2008-10-23）.
15. ↑  . BBC News. 2006-05-01  [2006-05-01]. （原始内容存档于2008-12-16）.
16. ↑  White, Richard. . London: The Sun. 13 January 2010  [13 January 2010]. （原始内容存档于2015-12-08）.
17. ↑  Clements, Andrea. . Jamie felt 'second-rate' to former lover Keira. 2006-02-27  [2006-03-17]. （原始内容存档于2006-10-21）.
18. ↑  . ContactMusic.com. 2004-10-05  [2006-03-17]. （原始内容存档于2009-08-02）.
19. ↑  Rob. . KeiraNews.com. 2006-06-22  [2006-06-23]. （原始内容存档于2007-09-29）.
20. ↑  . Reuters.   [2006-08-27]. （原始内容存档于2008-09-18）.
21. 1 2  . News.com.au.   [2007年5月6日]. （原始内容存档于2009年5月7日）.
22. ↑  . PR Inside. 2006-07-10  [2006-07-10]. （原始内容存档于2008-09-26）.
23. ↑  . StarPulse. 2006-07-10  [2006-07-10]. （原始内容存档于2008-06-01）.
24. ↑  Regan, Susanna. . Digital Spy. 2006-07-12  [2006-07-11].
25. ↑  Hiscock, John. . The Daily Telegraph. 2005-09-02  [2006-10-16]. （原始内容存档于2008-06-16）.
26. ↑  .   [2015-09-06]. （原始内容存档于2016-01-31）.
27. ↑  . Us Weekly. 2019-09-13  [2024-01-27]. （原始内容存档于2019-09-22） （英语）.

## 外部連結
- 姬拉·麗莉在互联网电影资料库（IMDb）上的資料（英文）
- 姬拉·麗莉在名人資料庫（NNDB）
- 姬拉在PFD（英语：Peters Fraser and Dunlop）上的簡歷
- 姬拉·麗莉在TV.com